# Jessore Sadar
Jessore Sadar è un sottodistretto (upazila) del Bangladesh situato nel distretto di Jessore, divisione di Khulna. Si estende su una superficie di 435,22 km² e conta una popolazione di 742.898 abitanti (dato censimento 1991).